# 普拉西塔斯 (新墨西哥州謝拉縣)
普拉西塔斯（英語：Placitas）是位於美國新墨西哥州謝拉縣的非建制地區。

## 地理
普拉西塔斯所處的海拔為高於海平面1586米（即5204英呎），而該地所採用的時區為UTC-7，即北美山地时区（MST）。同時該地設有夏令時間，為UTC-7調快一小時，即UTC-6（MDT）。